# Боронява (зупинний пункт)
Боро́нява — пасажирський залізничний зупинний пункт Ужгородської дирекції Львівської залізниці.
Розташований поблизу рибоводного господарства, Хустський район Закарпатської області на лінії Батьово — Солотвино І між станціями Хуст (6 км) та Буштина (13 км).
Станом на серпень 2019 року щодня чотири пари дизель-потягів прямують за напрямком Батьово/Дяково — Солотвино I.